# Парк Олимпик Лионе
„Парк Олимпик Лионе“ (на френски: Parc Olympique Lyonnais) е стадион с 59 186 места, намиращ се в Десин-Шарпе, част от англомерацията на Лион. От откриването си на 9 януари 2016, той е дом на „Олимпик Лион“, заменяйки „Стад Жерлан“.
Стадионът е домакин на множество културни и спортни събития, включително на мачове от Европейското първенство по футбол 2016 и полуфиналите и финалът на Световното първенство по футбол за жени 2019.
От гледна точка на капацитет, „Парк Олимпик Лионе“ е третият най-голям стадион във Франция и 27 в Европа.

## Строеж
Намерения да се построи нов стадион за Олимпик Лион има от 2007 г., но първоначалните предложения са забавени заради опозиция на местни асоциации и липса на достатъчно средства покрай световната икономическа криза.
Първоначалният план предвижда стадионът да се построи във Венисьо. Вследствие обаче на трудности с придобиване на терена, Десин-Шарпе е избран вместо това. Съобщението е направено на 1 септември 2008 г. от президентът на Олимпик Лион Жан-Мишел Ола, като стадионът тогава носи временното име „ОЛ Ланд“.
Преди започването на строеж върху теренът от 36,5 хектара, превантивни разкопки откриват следи от гало-романски селища от 1 век, за които се предполага, че съществуват от неолита (6000 - 2200 г. пр. Н.Е.).
Изкопните работи започват на 22 октомври 2012 г., което е преди осигуряване на пълното финансиране по проекта през юли 2013 г. Грубият строеж започва през август 2013 г., като церемонията по полагане на първия камък е на 12 ноември 2013 г.
Стадионът е открит на 9 януари 2016 г.
Обявената финална цена на проектът е 640 милиона евро, от които 180-190 милиона евро за подобряване на инфраструктурата.

## Характеристики
Проектът временно носи името „ОЛ Ланд“. Впоследствие той е наричан „Стад де Люмиер“ (на френски: Stade des Lumières), но след откриването му носи името „Парк Олимпик Лионе“. Вследствие на договор за спонсорство с Групама, през 2017 г. стадионът взема името „Групама Стадион“. Договорът е за 3 години с опция за подновяване.
С капацитет от 59 186 места, стадионът отговаря на изискванията на категория 4 на УЕФА, което му дава правото да кандидатства за домакинство на финал на Шампионската лига. 6 000 места са предвидени като бизнес места, включително 105 ложи. 350 места за запази са хора с трудности в придвижването.
Към стадионът има комплекс, където се помещават офисите на „ОЛ Груп“, магазини и зони за забавления и отдих, включително два хотели със 150 стаи всеки, център за забавление с площ от 40 000 м2 и спортна клиника. На територията на комплекса са построени и бизнес сгради с площ от 8000 м2.
Предвидени са 7000 паркинг места. Освен с кола, от Лион до стадионът може да се стигне със совалки, организирани по време на мач от „ОЛ Груп“, или с градски транспорт - бус и трамвай. Според планът на SYTRAL, синдикатът поддържащ градския транспорт на агломерация Лион, предвидено е придвижването на 33 000 зрители по време на мач.

## Спортни събития
„Парк Олимпик Лионе“ е клубният стадион на „Олимпик Лионе“. Чрез холдингът „ОЛ Груп“, клубът е един от малкото футболни отбори, които са собственици на клубния си стадион.
Първият мач е изигран на 9 януари 2016 г.
По време на Европейското първенство през 2016 г., шест мача се играят на „Парк Олимпик Лионе“, от които един осминафинал и един полуфинал.
Същата година стадионът е домакин на финала на Европейската купа на шампионите по ръгби и на Европейската Челъндж купа.
През септември 2016 г., стадионът е избран за финалът на Купата на Лигата на Франция през 2017 г. Това е първият път, в който финалът се играе извън Париж.
Стадионът е домакин на финала на Лига Европа 2017-2018. Мачът се играе на 16 май 2018 г. между ФК Олимпик (Марсилия) и Атлетико Мадрид. След победа на мадричани с 3-0, южният сектор на стадиона, където са настанени привържениците на ФК Олимпик (Марсилия), претърпява поражения. Впоследствие ФК Олимпик (Марсилия) е принуден да плати 100 000 евро глоба на УЕФА и да възстанови паричната сума на нанесените щети.
През 2019 г., стадионът е домакин на полуфиналите и финала на Световното първенство по футбол за жени.
| Дата       | Час   | Екип 1   | Резултат  | Екип 2   | Кръг      | Зрители |
| ---------- | ----- | -------- | --------- | -------- | --------- | ------- |
| 2 юли 2019 | 21:00 | Англия   | 1 - 2     | САЩ      | Полуфинал | 53 512  |
| 3 юли 2019 | 21:00 | Холандия | 1 - 0 сдв | Швеция   | Полуфинал | 48 452  |
| 7 юли 2019 | 17:00 | САЩ      | 2 - 0     | Холандия | Финал     | 57 900  |